# Reborn!
Pour les articles homonymes, voir Reborn et KHR.
Autre
Mon prof le tueur Reborn! (家庭教師ヒットマンREBORN！, Kateikyōshi Hittoman Ribōn!, litt. « REBORN! Le tueur précepteur ») est un shōnen manga écrit et dessiné par Akira Amano. Reborn!  a été prépublié dans l'hebdomadaire Weekly Shōnen Jump de Shūeisha entre mai 2004 et novembre 2012,, et a été compilé en un total de 42 tomes en mars 2013. La version française est publiée par les éditions Glénat depuis le 13 septembre 2006.
Il a été adapté en anime comportant 203 épisodes diffusés entre octobre 2006 et septembre 2010 par le studio Artland. L'anime est disponible en France sur la chaine KZTV depuis le 1er décembre 2011.

## Synopsis
Reborn! se passe principalement au Japon dans le courant des années 2000. Hormis les différents arcs de Reborn!, la plupart des histoires "drôles" se déroulent dans un univers restreint se passant dans la ville de Naminori, au Japon.
La série raconte l'histoire de Tsunayoshi Sawada, surnommé "Tsunaze" (Dame Tsuna en japonais), un jeune collégien japonais auquel la vie n'a pas fait de cadeau. Dernier dans tous les domaines, y compris en charisme et la chance, il n'a rien pour plaire et il le sait. Cependant, sa triste vie va basculer dans l'incroyable le jour où un petit bonhomme du nom de Reborn va détruire son train-train quotidien pour faire de lui le prochain parrain de la famille Vongola (une grande famille de la mafia Italienne).
Le style scénaristique de Reborn! est d'abord tourné vers la comédie à outrance, notamment à cause des techniques farfelues des mafiosos. Cependant, ces mêmes techniques vont faire peu à peu basculer l'histoire vers un scénario plus sérieux avec de nombreux combats notamment pour la survie de ses amis. Plus on avancera dans le manga, plus on s'éloignera des épisodes humoristiques pour laisser place à des scénarios de plus en plus rudes, où Tsunayoshi (le 10e parrain Vongola) va faire des choix importants qui seront décisifs pour le futur. L'arc de la cérémonie de succession en est l'exemple le plus concret.

## Personnages
- Reborn (リボーン, Ribōn?) : Reborn, qui a l'apparence d'un bébé, n'est autre que le professeur particulier de Tsunayoshi Sawada. Il est le plus puissant et le plus célèbre tueur à gages dans le monde de la Mafia. Chaque fois qu'il salue quelqu'un, il dit "hello-o" ou "ciaossu" car l'italien est mélangé avec le japonais et transforme le "ciao" en "ciaossu". Toutefois, plus tard dans l'histoire, on apprend que sa véritable salutation est "chaos", qu'un bébé n'arrive pas à prononcer correctement. Reborn possède la tétine jaune (symbole du soleil) ce qui fait de lui l'un des sept Arcobaleno, (Arc-en-ciel en italien) qui ont subi une malédiction et qui sont transformés en bébé. Il est aussi l'homme ayant la plus grande confiance du 9e du nom de la Famille Vongola. Il a été chargé d'aller au Japon pour éduquer le futur 10e du nom, à savoir Tsuna. Il est difficile de savoir son humeur vu qu'il cache toujours ses expressions derrière un petit sourire. Ses méthodes d'entrainement paraissent pour les moins étranges, expéditives, voire tyranniques cependant Reborn n'a pas cessé de faire progresser son élève pour le préparer aux dangers inhérents au poste de Boss de La Mafia. Son arsenal est assez important et, outre les armes conventionnelles, il possède les balles de dernière volonté. Ces dernières sont fabriquées par Léon, l'animal de compagnie de Reborn, un caméléon transformiste pouvant se changer en tout objet. Son vrai nom est, comme rumeur, Renato Sinclair.

- Tsunayoshi Sawada (沢田綱吉/ツナ, Sawada Tsunayoshi?) : Tsuna Sawada est le personnage principal du manga. C'est un jeune garçon de quatorze ans très doux et très gentil, qui pense aux autres avant lui-même (et il restera ainsi tout au long de son aventure). Au début du manga/anime, Tsuna semble être un collégien japonais comme tous les autres... mais en pire ! Il se révèle très doué pour s'attirer des ennuis mais également par ses mauvais résultats scolaires (exemple: 15 %), sa malchance et son absence de succès auprès de la gent féminine, à part avec Kyoko. Il est d'ailleurs surnommé "Tsunaze" (jeu de mots entre "Tsuna" et le terme "naze") par ses camarades qui lui assignent les tâches les plus ennuyeuses de l'école. Néanmoins, un matin il rencontre un bébé-adulte : Reborn, celui qui changera définitivement sa vie. Sous les ordres du Neuvième parrain de la Famille, ce bébé a pour mission de faire de Tsuna, le "dixième" successeur de la famille Vongola. Ainsi, Tsuna va au fil des tomes/épisodes, prendre de plus en plus naturellement le statut de leader auprès des autres et se constituer une famille digne du Dixième leader de la famille Vongola. Il a de nouveaux pouvoirs comme les gants et la bague Vongola, son cambio forma est divisé en deux : modo attaco étant les gantelets du Vongola Primo lui permettant d'attaquer et modo defendo étant le manteau (ou cape) du Vongola Primo lui permettant de se défendre.

- Hayato Gokudera (隼人 獄寺, Gokudera Hayato?) : Hayato Gokudera est le dixième gardien de la tempête de la famille Vongola. Il est totalement dévoué à Tsuna et l'appelle Dixième du nom. Il se bat en lançant des bâtons de dynamites puis avec un appareil tirant des flammes. Son cambio forma est l'arc de G, premier gardien de la tempête.

- Takeshi Yamamoto (たけし 山本, Yamamoto Takeshi?) : Takeshi Yamamoto est le dixième gardien de la pluie des Vongola. Il est un joueur de baseball de talent qui décide d'apprendre le sabre pour suivre Tsuna. Il combat avec le style d'épée de son père, le Shigure Souen et le sabre Shigure Kintoki. Son cambio forma est un set de quatre épées, les lames irrégulières d'Asari Ugetsu, premier gardien de la pluie.

- Ryohei Sasagawa (呂兵 笹川, Sasagawa Ryohei?) : Ryohei Sasagawa est le dixième gardien du soleil des Vongola. Il est un boxeur ultra-dynamique et le grand-frère de Kyoko Sasagawa. Il combat en boxant et son cambio forma est le maximum break de Knuckle, premier gardien du soleil.

- Kyoya Hibari (ひばり京屋, Hibari Kyoya?) : Hibari Kyoya est le dixième gardien des nuages des Vongola. Il est le chef du comité de discipline du collège Namimori. Il se bat avec des tonfas en métal. Son cambio forma est les menottes d'Alaude, premier gardien des nuages.

- Lambo (ランボ, Ranbo?) : Lambo est le dixième gardien de l'orage des Vongola. C'est un enfant normal d'environ 5 ans habillé en vache, originaire d'une autre famille mafieuse, les Bovino. Il est assez turbulent et possède le bazooka de dix ans, un bazooka particulier développé par sa famille, qui échange les personnages pris dans l'explosion avec leur version de 10 dans le futur. Il l'utilise régulièrement sur lui lorsqu'il pleure, laissant la place à un Lambo adolescent un peu plus raisonnable et surtout plus apte au combat. Son cambio forma est le bouclier de Lampo, premier gardien de l'orage.

- Chrome Dokuro (クローム髑髏, Kurōmu Dokuro?) : Chrome Dokuro, de son vrai nom Nagi, est la dixième gardienne de la brume des Vongola. Elle a été sauvée par Rokudo Mukuro alors qu'elle avait eu un accident de la route. En échange de régulière possession de son corps, Mukuro (tête d'ananas) maintient une illusion des organes qu'elle a perdu. Chrome se bat avec des illusions et une lance ressemblant au trident de Mukuro. Elle est très dévouée à Tsuna et l'appelle Boss. Son cambio forma est une lunette composée des lentilles démoniaques de Daemon Spade, premier gardien de la brume.

## Manga

Logo japonais du manga Reborn!

### Fiche technique
- Édition japonaise : Shūeisha
  - Nombre de volumes sortis : 42 (terminé)
  - Date de première publication : octobre 2004
  - Prépublication : Weekly Shōnen Jump, juin 2004
- Édition française : Glénat
  - Nombre de volumes sortis : 42 (terminé)
  - Date de première publication : septembre 2006
  - Format : 115 mm x 180 mm
  - 208 pages par volume
- Autres éditions :
- Tokyopop
- Viz Media
- Planeta DeAgostini
- Chuang Yi (zh-SG)
- Tong Li Comics (zh-TW)

### Liste des volumes et chapitres
Volumes en France
- Tome 1 : Akira Amano, Reborn débarque !, Éditions Glénat, 13 septembre 2006
- Tome 2 : Akira Amano, Ils débarquent en masse !, Éditions Glénat, 8 novembre 2006
- Tome 3 : Akira Amano, Léger débarquement !, Éditions Glénat, 14 février 2007
- Tome 4 : Akira Amano, Le cheval ailé débarque !, Éditions Glénat, 4 avril 2007
- Tome 5 : Akira Amano, Le petit prince débarque !, Éditions Glénat, 6 juin 2007
- Tome 6 : Akira Amano, Le boute-en-train débarque !, Éditions Glénat, 14 août 2007
- Tome 7 : Akira Amano, L'été sera chaud !, Éditions Glénat, 7 novembre 2007
- Tome 8 : Akira Amano, Les Boys du quartier voisin, Éditions Glénat, 13 février 2008
- Tome 9 : Akira Amano, Une nouvelle arme, Éditions Glénat, 19 mars 2008
- Tome 10 : Akira Amano, Les anneaux, Éditions Glénat, 4 juin 2008
- Tome 11 : Akira Amano, La Varia débarque !, Éditions Glénat, 9 juillet 2008
- Tome 12 : Akira Amano, C'est parti pour la bataille !, Éditions Glénat, 10 septembre 2008
- Tome 13 : Akira Amano, Le gardien du brouillard débarque, Éditions Glénat, 19 novembre 2008
- Tome 14 : Akira Amano, La bataille des Cieux, Éditions Glénat, 7 janvier 2009
- Tome 15 : Akira Amano, Le passage du Point Zéro, Éditions Glénat, 8 avril 2009
- Tome 16 : Akira Amano, 10 ans après !, Éditions Glénat, 6 mai 2009
- Tome 17 : Akira Amano, Voilà Hibird !, Éditions Glénat, 22 juillet 2009
- Tome 18 : Akira Amano, Voilà La Version V.R. !, Éditions Glénat, 7 octobre 2009
- Tome 19 : Akira Amano, Voilà Le Soleil et le brouillard !, Éditions Glénat, 17 février 2010
- Tome 20 : Akira Amano, Voilà Le X-Burner!, Éditions Glénat, 21 avril 2010
- Tome 21 : Akira Amano, Voilà Le Système CAI. !, Éditions Glénat, 16 juin 2010
- Tome 22 : Akira Amano, Voilà le kata spécial du style Sôen, Éditions Glénat, 25 août 2010
- Tome 23 : Akira Amano, Tsuna contre Genkishi !, Éditions Glénat, 20 octobre 2010
- Tome 24 : Akira Amano, La Varia de 10 ans après débarque !, Éditions Glénat, 2 mars 2011
- Tome 25 : Akira Amano, Voilà les boîtes Vongola !, Éditions Glénat, 20 avril 2011
- Tome 26 : Akira Amano, L'heure du Choix, Éditions Glénat, 20 juillet 2011
- Tome 27 : Akira Amano, Voilà Uni !, Éditions Glénat, 21 septembre 2011
- Tome 28 : Akira Amano, Voilà La bataille décisive !, Éditions Glénat, 30 novembre 2011
- Tome 29 : Akira Amano, Voilà Tsuna contre Byakuran !, Éditions Glénat, 8 février 2012
- Tome 30 : Akira Amano, Voilà de nouveaux élèves !, Éditions Glénat, 4 avril 2012
- Tome 31 : Akira Amano, Voilà la cérémonie de succession !, Éditions Glénat, 4 juillet 2012
- Tome 32 : Akira Amano, Voilà les Vongola contre les Simon !, Éditions Glénat, 15 août 2012
- Tome 33 : Akira Amano, Voilà une ombre noire !, Éditions Glénat, 3 octobre 2012
- Tome 34 : Akira Amano, Voilà l'éveil !, Éditions Glénat, 6 février 2013
- Tome 35 : Akira Amano, Spade régénéré !, Éditions Glénat, 3 avril 2013
- Tome 36 : Akira Amano, Voilà la malédiction de l'arc-en-ciel !, Éditions Glénat, 19 juin 2013
- Tome 37 : Akira Amano, Voilà la guerre des substituts arcobaleno !, Éditions Glénat, 28 août 2013
- Tome 38 : Akira Amano,  Voilà la levée de la malédiction !, Éditions Glénat, 23 octobre 2013
- Tome 39 : Akira Amano, Voilà le 8e bébé !, Éditions Glénat, 29 janvier 2014
- Tome 40 : Akira Amano, Voilà le mystère de l'arc-en-ciel !, Éditions Glénat, 5 mars 2014
- Tome 41 : Akira Amano, Voilà le combat contre les Vendicare !, Éditions Glénat, 21 mai 2014
- Tome 42 : Akira Amano, Voilà Ciao Ciao !, Éditions Glénat, 20 août 2014

## Anime

### Série télévisée
À la suite de l'important succès rencontré par les aventures du futur parrain, l'histoire a été adaptée fin 2006 par les studios Artland pour TV Tokyo. Depuis le 29 avril 2011, un total de cinquante DVD contenant les 203 épisodes ont été publiés au Japon par Marvelous Entertainment.
La série a aussi été éditée en sept coffrets regroupant l'intégralité de la série entre juin 2009 et mars 2012,.

#### Fiche technique
- Réalisation : Kenichi Imaizumi
- Character design : Masayoshi Tanaka
- Créateur original : Akira Amano
- Musique : Toshihiko Sahashi
- Studio d’animation : Artland
- Licencié par :
  -  TV Tokyo
  -  Kazé
- Nombre d'épisodes :
  -  203 (terminé)
  -  203 (terminé)
- Durée : 25 minutes
- Date de première diffusion :
  -  TV Tokyo : 7 octobre 2006
  -  KZTV : 1er décembre 2011
  -  Yamato Video : 17 novembre 2010

### OAV
Un épisode spécial a été diffusé lors du Jump Super Anime Tour 2009. Ce court épisode est nommé Vongole Shiki Shugakuryoko, Kuru! The Complete Memory. Dans cet épisode spécial, Tsuna et les autres Vongola partent en voyage scolaire organisé par Reborn. Ce voyage qui au départ devait permettre à chacun de se détendre se transforme rapidement en une énorme farce. Embarqués pour un "Tour du Japon" en deux jours, ils devront affronter de multiples défis (mis sur pied par nul autre que Reborn) dans chaque ville qu'ils visiteront.
Cet OAV est ensuite sorti en DVD contenant des scènes inédites.

### Doublage
| Personnages      | Personnages      | Voix japonaises   |
| ---------------- | ---------------- | ----------------- |
| Tsuna Sawada     | Tsuna Sawada     | Yukari Kokubun    |
| Reborn           | Reborn           | Neeko             |
| Hayato Gokudera  | Hayato Gokudera  | Hidekazu Ichinose |
| Chrome Dokuro    | Chrome Dokuro    | Satomi Akesaka    |
| Mukuro Rokudo    | Mukuro Rokudo    | Toshinobu Iida    |
| Takeshi Yamamoto | Takeshi Yamamoto | Suguru Inoue      |
| Ryohei Sasagawa  | Ryohei Sasagawa  | Hidenobu Kiuchi   |
| Lambo            | enfant           | Junko Takeuchi    |
| Lambo            | adulte           | Kenjiro Tsuda     |
| Kyoya Hibari     | Kyoya Hibari     | Takashi Kondo     |

### Musiques
Au Japon, les différents OST de l'anime sont sortis le 20 décembre 2006, le 18 avril 2007, le 20 août 2008 et le 15 septembre 2010.
- Générique de début

| Numéro | Épisodes  | Titre                | Artiste            | 1re date de diffusion |
| ------ | --------- | -------------------- | ------------------ | --------------------- |
| 1      | 1 à 26    | Drawing days         | Splay              | 7 octobre 2006        |
| 2      | 27 à 51   | Boys and Girls       | LM.C               | 14 avril 2007         |
| 3      | 52 à 73   | Dive to World        | CHERRYBLOSSOM      | 6 octobre 2007        |
| 4      | 74 à 101  | 88                   | LM.C               | 15 mars 2008          |
| 5      | 102 à 126 | Last Cross           | Masami Mitsuoka    | 4 octobre 2008        |
| 6      | 127 à 153 | Easy Go              | Kazuki Katō        | 4 avril 2009          |
| 7      | 154 à 177 | Funny Sunny Day      | SxOxU              | 10 octobre 2009       |
| 8      | 178 à 203 | Listen to the Stereo | Going Under Ground | 3 avril 2010          |

- Génériques de fin

| Numéro | Épisodes  | Titre            | Artiste                        | 1re date de diffusion |
| ------ | --------- | ---------------- | ------------------------------ | --------------------- |
| 1      | 1 à 12    | Michishirube     | Keita Tachibana                | 7 octobre 2006        |
| 2      | 13 à 29   | One Night Star   | The Arrows                     | 6 janvier 2007        |
| 3      | 30 à 38   | Echo again       | Splay                          | 5 mai 2007            |
| 4      | 39 à 51   | Friend           | Idoling!!!                     | 7 juillet 2007        |
| 4      | 63        | Friend           | Yûna Inamura & Hitomi Yoshida  | 22 octobre 2007       |
| 5      | 52 à 62   | Sakura Addiction | Toshinobu Iida & Takashi Kondo | 6 octobre 2007        |
| 6      | 64 à 76   | Stand Up!        | Lead                           | 5 janvier 2008        |
| 7      | 77 à 89   | Ameato           | w-inds                         | 5 avril 2008          |
| 8      | 90 à 101  | Cycle            | CHERRYBLOSSOM                  | 5 juillet 2008        |
| 9      | 102 à 114 | Suberi Dai       | Tsubasa Mori                   | 4 octobre 2008        |
| 10     | 115 à 126 | Sakura Rock      | CHERRYBLOSSOM                  | 10 janvier 2009       |
| 11     | 127 à 139 | Smile For…       | Aya Ueto                       | 4 avril 2009          |
| 12     | 140 à 153 | Aoi Yume         | Tsubasa Mori                   | 4 juillet 2009        |
| 13     | 154 à 165 | Yume no Manual   | CHERRYBLOSSOM                  | 10 octobre 2009       |
| 14     | 166 à 177 | Gr8 Story        | SuG                            | 9 janvier 2010        |
| 15     | 178 à 190 | Familia          | D-51                           | 3 avril 2010          |
| 16     | 191 à 203 | Canvas           | +Plus                          | 3 juillet 2010        |

## Accueil
Le manga Reborn! est très populaire au Japon, la série a été classée 10e du Weekly Shonen Jump magazine à partir de 2007, avec un total de 7 millions d'exemplaires vendus.
En 2008, les ventes sont passées à 15 millions d'exemplaires. Reborn! s'est ensuite classé troisième meilleur vendeur bande dessinée au Japon grâce au vingtième volume de la série. Toujours en 2008, le manga a été exporté pour 3,3 millions d'exemplaires au Japon, devenant ainsi 4e dans les meilleures ventes de mangas dans le pays. En 2009, le manga se classe 7e en termes de vente au Japon. En 2010, le manga se classe 8e en termes de vente au Japon. En 2011, le manga se place à la 17e place avec 2.550.542 copies vendues.
L'anime est également très populaire au Japon. En effet, la totalité des DVD de la première saison mise en vente s'est écoulée lors de la première semaine de commercialisation.

## Produits dérivés

### Publications
Characters Books
Un livre spécial pour le manga, intitulé Katekyoshi Hitman Reborn! Officiel Character Book Vongola 77 (家庭教師ヒットマンREBORN！　公式キャラクターブック　Vongola77) a été publié le 4 octobre 2007 au Japon. Il est basé sur le manga et couvre les 77 aventures qui ont eu lieu depuis l'arrivée de Reborn dans la vie de Tsuna. Le livre révèle également les profils des personnages principaux, y compris les anniversaires et les favoris.
Art Book
Le 2 avril 2010, Akira Amano a créé son tout premier Artbook intitulé Reborn Colore!.
Light novels
Une série de cinq light novels est sorti au Japon, écrit par Hideaki Koyasu et illustré par Akira Amano, prépubliée dans le Jump Square :
Reborn! Hidden Bullet 1 : Les Illusions de Mukuro (隠し弾1　骸・幻想, Kakushi dan 1 Mukuro·Gensō) est sorti le 12 mars 2007 au Japon. Il est basé sur Rokudo Mukuro ;
Reborn! Hidden Bullet 2 : X-Fiamma (隠し弾2 X-炎, Kakushi dan 2 X-en) est sorti le 4 février 2008 au Japon. Il est basé sur Xanxus ;
Reborn! Hidden Bullet 3 : Les Millefiores contre-attaque (隠し弾3　ミルフィオーレ・パニック, Kakushi dan 3 Mirufiōre・panikku) est sorti le 3 juillet 2009 au Japon. Il est basé sur la Famille Millefiore ;
Reborn! Hidden Bullet 4 : Tomurai no hana wa chiru (隠し弾4　弔いの花は散る) est sorti le 30 avril 2010 au Japon ;
Reborn! Hidden Bullet 5 (隠し弾5　シモンクッキング！) est sorti le 2 mai 2011 au Japon.
Omnibus
Un livre est sorti le 30 octobre 2009 au Japon.

### Jeux vidéo
Reborn! a été adapté de nombreuses fois en jeux vidéo, exclusivement destinés au territoire japonais.
Série Flame Rumble
Édité par Takara Tomy sur Nintendo DS :
1. Kateikyōshi Hitman Reborn! DS Flame Rumble Mukuro Kyōshū (家庭教師ヒットマンREBORN!　DS フレイムランブル 骸 強襲！, Kateikyōshi Hittoman Reborn! DS Fureimu Ranburu Mukuro Kyōshū?), sorti le 28 juin 2007 au Japon ;
2. Kateikyōshi Hitman Reborn! DS Flame Rumble Kaien Ring Sōdatsuen (家庭教師ヒットマンREBORN!　DS フレイムランブル 開炎リング争奪戦, Kateikyōshi Hittoman Reborn! DS Fureimu Ranburu Kaien Ring Sōdatsuen?), sorti le 20 septembre 2007 au Japon ;
3. Kateikyōshi Hitman Reborn! DS Flame Rumble Hyper Moeyo mirai (家庭教師ヒットマンREBORN!　DS フレイムランブル超　燃えよ未来, Kateikyōshi Hittoman Reborn! DS Fureimu Ranburu Haipā Moeyo mirai?), sorti le 24 juillet 2008 au Japon ;
4. Kateikyōshi Hitman Reborn! DS Flame Rumble X Moeyo Mirai Chōbakuhatsu (家庭教師ヒットマン REBORN! DS フレイムランブルX 未来超爆発!!, Kateikyōshi Hittoman Reborn! DS Fureimu Ranburu Ikusu Mirai Chōbakuhatsu?), sorti le 23 juillet 2009 au Japon ;
5. Kateikyōshi Hitman Reborn! DS Flame Rumble XX Chōkessen! Real 6 Chōka (家庭教師ヒットマン REBORN!DS フレイムランブルXX 超決戦！真6弔花, Kateikyōshi Hittoman Reborn! DS Fureimu Ranburu Daburuikusu Chōkessen! Riaru roku chōka?), sorti le 22 juillet 2010 au Japon.

Série Fate of Heat
Édité par Takara Tomy sur Nintendo DS :
1. Kateikyōshi Hitman Reborn! DS Fate of Heat Hono'o no unmei (家庭教師ヒットマン REBORN! DS フェイトオブヒート 炎の運命?), sorti le 1er mai 2008 au Japon ;
2. Kateikyōshi Hitman Reborn! DS Fate of Heat II Unmei no futari (家庭教師ヒットマン REBORN! DS フェイトオブヒート II 炎の運命?), sorti le 15 avril 2009 au Japon ;
3. Kateikyōshi Hitman Reborn! DS Fate of Heat III Yuki no shugosha Raishū! (家庭教師ヒットマン REBORN! DS フェイトオブヒート III 雪の守護者 来襲!?), sorti le 29 avril 2010 au Japon.

Série Battle Arena
Édité par Marvelous Entertainment sur PlayStation Portable :
1. Kateikyōshi Hitman Reborn! Battle Arena (家庭教師ヒットマンREBORN! バトルアリーナ, Kateikyōshi Hittoman Reborn! Batori Arīna?), sorti le 18 septembre 2008 au Japon ;
2. Kateikyōshi Hitman Reborn! Battle Arena 2 Spirit Burst (家庭教師ヒットマンREBORN! バトルアリーナ2 スピリットバースト, Kateikyōshi Hittoman Reborn! Batori Arīna 2 Supiritto Bāsuto?), sorti le 17 septembre 2009 au Japon.

Jeux sortis sur console de salon
1. Kateikyōshi Hitman Reborn! Dream Hyper Battle! (家庭教師ヒットマンREBORN! ドリームハイパーバトル！, Kateikyōshi Hittoman Reborn! Dorīmu Haipā Batoru!?), sorti le 30 août 2007 sur PlayStation 2 et en 2008 sur Wii au Japon ;
2. Kateikyōshi Hitman Reborn! Let's ansatsu!? Nerawareta 10 Daime! (家庭教師ヒットマンREBORN! Let’s暗殺！？狙われた10代目！, Kateikyōshi Hittoman Reborn! Let's ansatsu!? Nerawareta 10 daime?), sorti le 25 octobre 2007 sur PlayStation 2 au Japon ;
3. Kateikyōshi Hitman Reborn! Nerae!? Ring × Vongola Trainers (家庭教師ヒットマンREBORN! 狙え！？リング×ボンゴレトレーナーズ, Kateikyōshi Hittoman Reborn! Nerae!? Ringu × Bongore Torēnāzu?), sorti le 28 août 2008 sur PlayStation 2 au Japon ;
4. Kateikyōshi Hitman Reborn! Kindan no Yami no Delta (家庭教師ヒットマンREBORN! 禁断の闇のデルタ, Kateikyōshi Hittoman Reborn! Kindan no Yami no Delta?), sorti le 28 novembre 2008 sur PlayStation 2 et Wii au Japon.

Jeux sortis sur console portable
1. Kateikyōshi Hitman Reborn! DS Shinuki Max! Vongola Carnival!! (家庭教師ヒットマン ＲＥＢＯＲＮ！DS 死ぬ気MAX! ボンゴレカーニバル, Kateikyōshi Hittoman Reborn! DS Shinuki MAX! Bongore kānibaru?), sorti le 28 mars 2007 sur Nintendo DS au Japon ;
2. Kateikyōshi Hitman Reborn! DS Vongola Shiki Taisen Battle Sugoroku (家庭教師ヒットマンREBORN!　DS ボンゴレ式対戦バトルすごろく, Kateikyōshi Hittoman Reborn! Bongore Shiki Taisen Batoru Sugoroku?), sorti le 27 mars 2008 sur Nintendo DS au Japon ;
3. Kateikyōshi Hitman Reborn! DS Mafia Daishūgō! Vongola Festival!! (家庭教師ヒットマンREBORN!　DS マフィア大集合！ ボンゴレフェスティバル!!, Kateikyōshi Hittoman Reborn! DS Mafia Daishūgō! Bongore Fesutibaru?), sorti le 4 décembre 2008 sur Nintendo DS au Japon ;
4. Kateikyōshi Hitman Reborn! DS Ore ga Boss! Saikyō Family Taisen (家庭教師ヒットマン REBORN! DS オレがボス！最強ファミリー大戦, Kateikyōshi Hittoman Reborn! DS Ore ga Bosu! Saikyō Famirī Taisen?), sorti le 17 décembre 2009 sur Nintendo DS au Japon ;
5. Nari Kyara Kateikyōshi Hitman Reborn! (なりキャラ 家庭教師ヒットマン REBORN!, Nari Kyara Kateikyōshi Hittoman Reborn!?), sorti le 27 janvier 2010 sur DSiWare au Japon ;
6. Kateikyōshi Hitman Reborn! Kizuna no Tag Battle (家庭教師ヒットマンREBORN! 絆のタッグバトル, Kateikyōshi Hittoman Reborn! Kizuna no Taggu Batoru?), sorti le 25 février 2010 sur PlayStation Portable au Japon.

Jeux sortis sur smartphone
1. Reborn:Ciaos, sorti en juin 2017.

Apparitions
1. Certains personnages de Reborn! apparaissent dans les jeux vidéo crossover Jump Super Stars, Jump Ultimate Stars et J-Stars Victory Vs.

### Série dérivée
Un manga spin-off intitulé Vongola GP Kuru! (ボンゴレGP来る!) et arborant un graphisme SD a été créé par Toshinori Takayama. Il a été publié entre décembre 2010 et novembre 2012 dans le magazine Saikyō Jump. Le premier volume est sorti le 4 juin 2012, le deuxième le 4 septembre 2012 et le troisième et dernier le 4 décembre 2012.